# Spilosoma ninyas
Spilosoma ninyas är en fjärilsart som beskrevs av Wagner 1937. Spilosoma ninyas ingår i släktet Spilosoma och familjen björnspinnare. Inga underarter finns listade i Catalogue of Life.